# Ganado porcino (libro)
"Ganado Porcino. Cría, Explotación e Industrialización" es el título completo de un libro de 1965 por "Ediciones Agrícolas Trucco" que fue escrito por Jorge Alberto Flores Menéndez y Abraham A. Agraz García. Los autores Flores y Agraz se presentaron con los títulos de "M.V.Z" y de "Profesor Técnico" respectivamente. El número total de páginas del libro impreso por la imprenta "Aldina" es de 697, con un tiraje de 3000 ejemplares. El libro está dividido en ocho partes que contienen un total de treinta y dos capítulos.
Se incluyeron ilustraciones monocromáticas varias, tabulaciones y diagramas, además de fotografías en blanco y negro y algunas láminas a color.